# Åmmeberg
Åmmeberg est une localité de Suède de la commune d'Askersund.
On y trouve une importante mine de blende exploitée dès 1857 par la société belge Vieille-Montagne. L'année suivante, elle y construisit une ligne de chemin de fer de 11 kilomètres pour transporter le minerai jusqu'au port. En 1995, elle fut vendue à la société australienne Nord Ltd pour 1,3 milliard de couronnes. En 2004, elle a été rachetée par Lundin Mining Corporation. L'argent, un sous-produit de la mine, y est exploité par la société canadienne Silver Wheaton.